# Palak
Palak (starogrško Πάλακος, latinizirano: Pálakos), sin in naslednik krimskega skitskega kralja Skilurja, ki je vladal v 2. stoletju pr. n. št.  
Po smrti svojega očeta je poskušal podrediti Tavriški Herson. Grška kolonija se je za pomoč obrnila na pontskega kralja Mitridata Evpatorja. Diofant, poveljnik Mitridata Evpatorja, poslan na pomoč Hersonu, je v dveh kampanjah premagal Palakove čete in vzpostavil oblast Pontskega kraljestva v Hersonu in Tavro-Skitiji, ki je bila razdeljena na več ozemeljskih enot in ni nikoli obstajala kot enotna država. 
Ti dogodki so v celoti opisani v dekretu hersonske skupnosti, posvečenem Diofantu (I. P. E. 1/2, 352). Diofantove vojne so v preteklosti umeščali v leta 110–107. pr. n. št., zdaj pa prevladuje mnenje, da so se dogajala prej, in sicer v letih 114–111. pr. n. št.

## Ime
Ime Palak izhaja iz grškega Πάλακος (Pálakos), to iz skitskega Palaka in to iz iranskega Radaka, ki pomeni "dolgonog".